# Bogfabrikken
A/S Bogfabrikken var et dansk forlag, der blev grundlagt i 1986 at en gruppe personer med tilknytning til de danske tegneserieudgivere, Carlsen og Interpresse.
Forlaget har igennem tiden udgivet indenfor de fleste genrer, især tegneserier, børne- og ungdomsbøger, fantasy og science fiction, samt diverse faglitteratur.

## Historie
Forlaget blev grundlagt i 1986 af Jens Peder Agger. I 90'erne blev det berømt for at udgive en række erotiske tegneserier for voksne. I nyere tid har udgivelserne koncentreret sig om diverse comics tegneserier, bl.a. Lars Hornemans Rumvælling, Will Eisners The Spirit, Modesty Blaise-album, Poeten og Lillemor.
Efter udelukkende at have udgivet oversat litteratur i mange år, forsøgte forlaget sig kortvarigt med original dansk fantasy i løbet af 2010. Det blev dog kun til en enkelt udgivelse, inden A/S Bogfabrikken lukkede ned i november 2011.

## Eksterne kilder/ henvisninger
- Bogfabrikkens officielle hjemmeside Arkiveret 4. september 2012 hos  Wayback Machine
- Bogfabrikken på ComicWiki
- SAXO.com's oversigt over Bogfabrikkens udgivelser Arkiveret 19. marts 2012 hos  Wayback Machine

### Note
1. ↑  "CVR". (Webside ikke længere tilgængelig)
2. ↑  "Bogfabrikken.com". Arkiveret fra originalen 4. september 2012. Hentet 27. april 2021.